# Nhật thực 23 tháng 10, 2014
Nhật thực một phần diễn ra vào 23 tháng 10 năm 2014. Nhật thực diễn ra khi Mặt Trăng đi qua giữa Trái Đất và Mặt Trời, do đó nó sẽ làm che mất một phần hoặc toàn bộ Mặt Trời khi quan sát từ mặt đất.
--> Nhật thực một phần xảy ra khi Mặt Trăng che một phần Mặt Trời khi quan sát từ Trái Đất.
Bóng tối của Mặt Trăng sẽ đi qua bề mặt Trái Đất, vượt qua phía trên cực bắc, nhưng nhật thực một phần sẽ được nhìn thấy vào lúc Mặt Trời mọc ở viễn đông nước Nga, và trước khi Mặt Trời lặn ở hầu hết các khu vực tại Bắc Mỹ.

## Hình ảnh
| Đường đi | Che khuất lớn nhất đạt ngay trước hoàng hôn |

## Các lần nhật thực liên quan

### Nhật thực từ 2011 đến 2014
Mỗi lần nhật thực lặp lại khoảng mỗi 117 ngày và 4 giờ (1 chu kỳ) tại các điểm nút trên quỹ đạo của Mặt Trăng.
| Điểm nút giảm | Điểm nút giảm                     |     | Điểm nút tăng                    | Điểm nút tăng |
| 118           | Ngày 1 tháng 6, 2011 Một phần     | 123 | Ngày 25 tháng 11, 2011 Một phần  |               |
| 128           | Ngày 21 tháng 5, 2012 Hình khuyên | 133 | Ngày 13 tháng 11, 2012 Toàn phần |               |
| 138           | Ngày 10 tháng 5, 2013 Hình khuyên | 143 | Ngày 3 tháng 11, 2013 Hybrid     |               |
| 148           | Ngày 29 tháng 4, 2014 Hình khuyên | 153 | Ngày 23 tháng 10, 2014 Một phần  |               |

### Chu kỳ Meton
Chu kỳ Meton lặp lại mỗi 19 năm (6939,69 ngày), và kéo dài 5 chu kỳ. Ngoài ra, chu kỳ con lặp lại 1/5 của chu kỳ đó, tức là 3,8 năm (1387,94 ngày).
Chu kỳ này có 21 lần nhật thực diễn ra từ 12 tháng 8, 1942 đến 11 tháng 8, 2018.
| 10-12 tháng 8    | 30 tháng 5       | 18 tháng 3       | 4-5 tháng 1     | 23-24 tháng 10    |
| 115              | 117              | 119              | 121             | 123               |
| ---------------- | ---------------- | ---------------- | --------------- | ----------------- |
| 12 tháng 8, 1942 | 30 tháng 5, 1946 | 18 tháng 3, 1950 | 5 tháng 1, 1954 | 23 tháng 10, 1957 |
| 125              | 127              | 129              | 131             | 133               |
| 11 tháng 8, 1961 | 30 tháng 5, 1965 | 18 tháng 3, 1969 | 4 tháng 1, 1973 | 23 tháng 10, 1976 |
| 135              | 137              | 139              | 141             | 143               |
| 10 tháng 8, 1980 | 30 tháng 5, 1984 | 18 tháng 3, 1988 | 4 tháng 1, 1992 | 24 tháng 10, 1995 |
| 145              | 147              | 149              | 151             | 153               |
| 11 tháng 8, 1999 | 31 tháng 5, 2003 | 19 tháng 3, 2007 | 4 tháng 1, 2011 | 23 tháng 10, 2014 |
| 155              |                  |                  |                 |                   |
| 11 tháng 8, 2018 |                  |                  |                 |                   |